# 5. Ersatz-Division (Deutsches Kaiserreich)
Die 5. Ersatz-Division war ein Großverband der Preußischen Armee im Ersten Weltkrieg.

## Gliederung

### Kriegsgliederung vom 15. November 1916
- 37. Landwehr-Infanterie-Brigade
  - Landwehr-Infanterie-Regiment Nr. 73
  - Landwehr-Infanterie-Regiment Nr. 74
  - Reserve-Ersatz-Regiment Nr. 3
  - 1. Eskadron/2. Hannoversches Dragoner-Regiment Nr. 16
  - Feldartillerie-Regiment Nr. 102
  - 2. Landsturm-Pionier-Kompanie/IX. Armee-Korps
  - Minenwerfer-Kompanie Nr. 402
  - Feldsignal-Trupp Nr. 467
  - Feldsignal-Trupp Nr. 468

## Gefechtskalender
Die Division wurde im Herbst 1916 aus der Division Baselow gebildet, an der Westfront eingesetzt und einen Monat nach der Schlacht an der Somme aus der Front gezogen. Sie kam dann an die Ostfront. Dort verblieb sie über das Kriegsende hinaus als Polizeimacht und kehrte im Februar 1919 in die Heimat zurück. Hier erfolgte die Demobilisierung und schließliche Auflösung der Division im März 1919.

### 1916
- 5. Juni bis 30. September --- Stellungskämpfe an der Yser (als Division Baselow)
- 3. bis 29. Oktober --- Schlacht an der Somme
- 5. bis 30. November --- Stellungskämpfe in der Champagne
- 1. bis 7. Dezember --- Transport nach dem Osten
- 9. bis 31. Dezember --- Stellungskämpfe vor Dünaburg

### 1917
- 1. Januar bis 7. Dezember --- Stellungskämpfe vor Dünaburg
  - 18. bis 25. Juli --- Abwehrschlacht bei Dünaburg
- 7. bis 17. Dezember --- Waffenruhe
- ab 17. Dezember --- Waffenstillstand

### 1918
- bis 18. Februar --- Waffenstillstand
- 18. Februar bis 3. März --- Offensive gegen den Peipussee und die obere Düna
  - 18. Februar --- Handstreich auf Dünaburg
- 3. bis 22. März --- Okkupation russischen Gebietes zwischen oberer Düna und Peipussee
- 22. März bis 18. November --- Besetzung von Livland und Estland als deutsche Polizeimacht
- ab 19. November --- Räumung von Livland und Estland

### 1919
- bis 11. Februar --- Räumung von Livland und Estland

## Kommandeure
| Dienstgrad      | Name              | Datum                                  |
| --------------- | ----------------- | -------------------------------------- |
| Generalleutnant | Heino von Basedow | 5. Juni bis 7. November 1916           |
| Generalleutnant | Erich Weber       | 8. November bis 8. Dezember 1916       |
| Generalmajor    | Gerhard Tappen    | 8. Dezember 1916 bis 4. September 1917 |
| Generalleutnant | Leo Sontag        | 5. September bis 2. November 1917      |
| Generalmajor    | Erich Feldtkeller | 3. November 1917 bis 3. Januar 1918    |
| Generalleutnant | Georg von Stangen | 4. Januar 1918 bis März 1919           |